# 寶島一村
《寶島一村》，由台灣表演工作坊在2008年推出的舞台劇，取材自臺灣電視節目製作人王偉忠在臺灣眷村出生長大的經歷。內容呈現三個眷村家庭自1949年起60年來三代人的故事，由賴聲川和王偉忠聯合編劇、導演。
於2008年12月5日於臺北市國家戲劇院首演，並巡迴臺南市、嘉義市、臺中市、新加坡、高雄市、中壢市、上海、廣州、東莞、深圳、杭州、北京、澳門、洛杉磯、舊金山、休士頓、香港等地演出，吸引來自全球的華人觀眾。

## 取材
1949年時王偉忠的父親王志剛帶著16歲的未婚妻孫紹琴跟隨中華民國空軍部隊從北平撤退到台灣。他們在嘉義市的建國二村建立了簡陋的家，陸續生下兩個女兒與兩個兒子，王偉忠是老么。

「寶島一村」的名字是虛構的，影射王偉忠出生長大的建國二村。王偉忠對賴聲川講了一百多個眷村故事，賴聲川濃縮成25個家庭，最後濃縮成三個家庭。

## 簡介
這一齣舞台劇描繪了1949年從中國大陸撤退到臺灣的60萬軍人、軍眷在台灣的三個重要階段。從1949年剛到台灣時思鄉、期望反攻大陸的暫居心態，到70年代中期外省第二代於眷村成長，再到1987年蔣經國廢除戒嚴、開放回大陸探親。

本劇描繪這些離鄉40年後帶著鄉愁第一次返鄉探親的台灣外省人，回到了家鄉卻人事已非的無奈。

## 劇情
劇情由大家排隊領房子開始，主要有三家人。
帶著來自北平的未婚妻與丈母娘錢奶奶的司機小楊，頂替已死在戰火中的好友老趙，領到門牌號碼是99號房子。小楊也從此改名老趙。
老周是光棍飛官，但已經不再飛行了，自願住在士官房舍，門牌號碼是98號，與老趙是鄰居。
老朱原本沒有領到房子，帶著台灣本省籍已懷孕的女友陳秀娥，經老趙與老周的允許，在兩人的房子中間搭上屋頂，湊合成住處，門牌號碼是98之1。
老周的官校同學空戰英雄李子康與妻子冷如雲大年夜來看望他，大家聚在老趙家吃年夜飯，當時希望一年後就能回家鄉了。

李子康飛去大陸出任務卻一去不返，傳言是叛逃投共。於是老周將連撫卹金都領不到的冷如雲接來同住。
老趙的丈母娘錢奶奶是北平高級餐館德福軒的老闆娘，她教言語不通的朱太太作天津包子。
後來老趙的丈母娘過世，朱太太作的天津包子已經很道地了。她用天津包子來祭拜老趙的丈母娘。老趙只有10塊錢，買不起100塊的棺材，幸好村外的本省籍木工小黃願意幫忙。
村裏的男人常坐在樹下討論當年戴笠到底死了沒有。

隨著時光消逝，下一代相繼出生。

老趙家生了兩個女兒與一個兒子：大毛、二毛、小毛。冷如雲生了一個兒子叫周念康（周胖）。朱太太生了兩個兒子：大牛與大車。
老趙偶爾幫人送貨，老朱幫鄰居牽電線收服務費。朱太太繼承了錢奶奶的擀麵棍，天天外出賣天津包子。
老趙在白色恐怖時期被叫去偵訊。老朱借用趙太太的唱機聽程硯秋的京劇唱片也被沒收。老朱與趙太太兩人因此在眷村擁擠的環境中發生口角。
蔣中正去世，眾人知道他再也無法帶大家回大陸了。
周胖偷窺二毛洗澡被發現。周胖也發現老周是男同性戀，懷疑自己的身世。
大毛跟大牛成了一對，但受到趙太太堅決反對，認為大毛跟同是眷村中出身的大牛結婚將來會吃苦。大牛與大毛相約私奔，大毛猶豫了一下，大牛於是自己遠走他鄉，大毛後來負氣去台中以美軍為客人的藍天使酒吧上班。
老趙去世，小毛拜訪村外的木工小黃，請他為爸爸釘作棺材。小毛並非沒錢買棺材，只是他從小聽說當年小黃只收10塊錢幫老奶奶釘棺材的故事，所以爸爸走了，也想要一具一模一樣的棺材，他相信老爸會喜歡。

1987年開放回大陸探親。
小毛代替老趙回去探親，祖母卻給他一記耳光。祖母說：「這一巴掌是你替你父親挨的，他說他出去玩玩，這一玩就是四十年，到現在回不了家。」

朱太太與老朱回鄉探親，老朱與元配抱頭痛哭。朱太太這才知道老朱在大陸已經結婚生子。朱太太強忍眼淚，努力招呼老朱的元配與小孩。

老周除了父母之墓以外，往訪同性戀人之墓，揭露他不再飛行的原因。
冷如雲長期在李子康好友吳將軍家幫傭，跟吳將軍有曖昧，被常打麻將的吳太太嫌惡。

周胖去美國攻讀博士，最後當了教授，從不回台灣。大車留在寶島一村賣天津包子。
大毛跟著一個美國大兵去了美國，在拉斯維加斯當21點發牌員時碰見大牛。大牛成為成功的商人，常常在外跑，事業有成，還有個在美國生的兒子。

二毛上台北當記者，先生在民進黨宣傳部上班。小毛也離開眷村去台北工作，在寶島一村要拆遷前主辦春節聯歡晚會。
吳將軍設宴邀請大家與神秘佳賓團聚，結果是李子康回來了，原來他是飛機失事，所以滯留大陸，眾人先走，他與冷如雲兩人淚眼相對。
寶島一村裡有位神秘的鹿奶奶，不時出現總是一步步向前，似乎象徵無情的光陰。

## 演員
| 演員   | 角色                                                                                                 | 備註                 |
| 屈中恆 | 老二                                                                                                 |                      |
| 鄧程惠 | 趙嫂                                                                                                 | 部分場次為郎祖筠飾演 |
| 馮翊綱 | 老朱                                                                                                 |                      |
| 范瑞君 | 朱嫂                                                                                                 | 部分場次為萬芳飾演   |
| 宋少卿 | 老周（周寧）                                                                                         |                      |
| 蕭艾   | 冷如雲                                                                                               |                      |
| 黃小貓 | 大毛、第一代家屬                                                                                     |                      |
| 那維勳 | 大牛、唐頌人、軍人、路人                                                                             |                      |
| 劉美鈺 | 二毛、第一代家屬、朱家大陸親戚                                                                       |                      |
| 蕭正偉 | 大車、總務官、軍人、搬運工、朱家大陸親戚                                                             |                      |
| 韋以丞 | 小毛、第一代家屬、搬運工                                                                             |                      |
| 劉亮佐 | 吳將軍、總務官、電視主持人（聲音）、路人                                                             |                      |
| 梁皓嵐 | 鹿女士、大辣、王夫人、路人、小朱元配                                                                 |                      |
| 翁銓偉 | 魏中、周胖（周念康）、嘉光老師、路人、老人、探親導遊、賭場經理、二毛丈夫                             |                      |
| 林麗卿 | 錢奶奶、崔媽、路人、周寧姊、大車嫂                                                                   |                      |
| 王安琪 | 吳夫人、第一代家屬、小辣、售票員、陌生人、路人、趙老奶奶、賭城服務生                                 |                      |
| 程守明 | 紀怪、推土工、流氓、路人                                                                             |                      |
| 蘇德揚 | 學徒、立竿工、旗手、軍人、張先生、流氓、憲兵、隨從、副官、吳嘉光、路人、趙家大陸親戚、大牛子、大毛夫 |                      |
| 曾信裕 | 小黃、立竿工、旗手、老師、憲兵、路人、酒吧保鑣、趙家親戚、新賭客                                     |                      |
| 丫丫   | 第一代家屬、老師、牌客、路人、趙家大陸親戚、餐廳服務生                                               |                      |
| 黃士偉 | 李子康                                                                                               | 部分場次為黃仲崑飾演 |
| 王偉忠 | 說書人                                                                                               |                      |

## 評論

### 林青霞《蘋果日報》
|  | 看得我如醉如痴，時而感傷時而欣慰，有時大笑，有時哭得抽泣；淚還沒乾又破涕而笑；還沒笑完又哭將起來 。 |

### 周黎明《新京報》
|  | 《寶島一村》是一幅宏大的卷軸，時間跨度近60年，從三戶人家兩代人散射出去，捲起時代的風雲與不測。 該劇以王偉忠的故事為雛形，講法卻是典型的賴聲川式。 說“典型”似乎仍不準確。如果《暗戀桃花源》是清新雋永的散文，《寶島一村》就是盪氣迴腸的史詩 。 |

### International Herald Tribune
|  | 這齣戲對目前關於保護臺灣共同回憶的省思有相當的貢獻，也為台灣海峽兩岸緊張的關係所帶來的影響給與了一個人性的詮釋 。 |

## 演出插曲
在中國大陸巡迴演出時，賴聲川修改劇本，將對白中的中華民國政府，改為國民政府、蔣總統改為「蔣委員長」。舞台上的中華民國國旗被移除，劇中為表示眷村對國家的忠誠，在升旗時播放的中華民國國歌，先被改為中華民國國旗歌，之後又改為德國進行曲。有劇團成員對此不滿，因而拒演。丁乃竺解釋：「用一句簡單的話說，如果我們到人家家作客，主人家老奶奶對貓過敏，我們是堅持一定要帶一隻貓去他家，還是尊重他的狀態？」